# Parker (2013)
Parker is een Amerikaanse actie misdaad-thriller uit 2013 onder regie van Taylor Hackford. Het verhaal is gebaseerd op de roman Flashfire uit de Parker-boekenreeks, die Donald E. Westlake schreef onder het pseudoniem 'Richard Stark'.

## Verhaal
Parker (Jason Statham) is een professionele dief die gespecialiseerd is in grote roven. Hij handelt volgens de volgende erecode: niet stelen van de armen en onschuldige mensen geen pijn doen. Zijn mentor Hurley (Nick Nolte) vraagt hem om een klus uit te voeren met een groepje die hij niet kent, bestaande uit Melander (Michael Chiklis), Carlson (Wendell Pierce), Ross (Clifton Collins jr.) en Hardwicke (Micah Hauptman). Het baantje, dat erin bestaat de toegangsgelden van de jaarmarkt in Ohio te stelen, lukt, maar niet zonder problemen. Hardwicke negeerde bij het stichten van een afleidingsvuur de richtlijnen van Parker, waardoor een onschuldige man omkwam in de vlammen.
Parker, gedegouteerd door de onprofessionele aanpak en normen van de vier mededaders, weigert deel te nemen aan een andere roof, die hen miljoenen dollars kan opleveren. Het viertal heeft echter de volledig buit van de diefstal in Ohio, inclusief het deel van Parker, nodig om alles wat bij de nieuwe klus komt kijken, te financieren. Wanneer Parker halsstarrig blijft weigeren, besluiten Melander en co hem neer te schieten en voor dood achter te laten langs een weg. Parker wordt evenwel gered door een familie van tomatenboeren en besluit wraak te nemen.

## Productie
De opnames van de film vonden onder meer plaats in New Orleans en Palm Beach (Florida). De film ging in première op 18 januari 2013 in West Palm Beach in Florida.

## Rolverdeling
| Acteur              | Personage        |
| ------------------- | ---------------- |
| Jason Statham       | Parker           |
| Jennifer Lopez      | Leslie Rodgers   |
| Michael Chiklis     | Melander         |
| Wendell Pierce      | Carlson          |
| Clifton Collins jr. | Ross             |
| Bobby Cannavale     | Jake Fernandez   |
| Patti LuPone        | Ascension        |
| Carlos Carrasco     | Norte            |
| Micah Hauptman      | August Hardwicke |
| Emma Booth          | Claire           |
| Nick Nolte          | Hurley           |
| Daniel Bernhardt    | Kroll            |